# Alienosternus cristatus
Alienosternus cristatus är en skalbaggsart som först beskrevs av Dmytro Zajciw 1970.  Alienosternus cristatus ingår i släktet Alienosternus och familjen långhorningar. Inga underarter finns listade i Catalogue of Life.